# Noord-Kaukasisch Front
Het Noord-Kaukasisch Front (Russisch: Се́веро-Кавка́зский фро́нт ) was de naam van twee legergroepen (fronten) van het Rode Leger (Sovjet-Unie) die tijdens de Tweede Wereldoorlog vochten in het noorden van de Kaukasus.

## 20 mei 1942 tot 1 september 1942

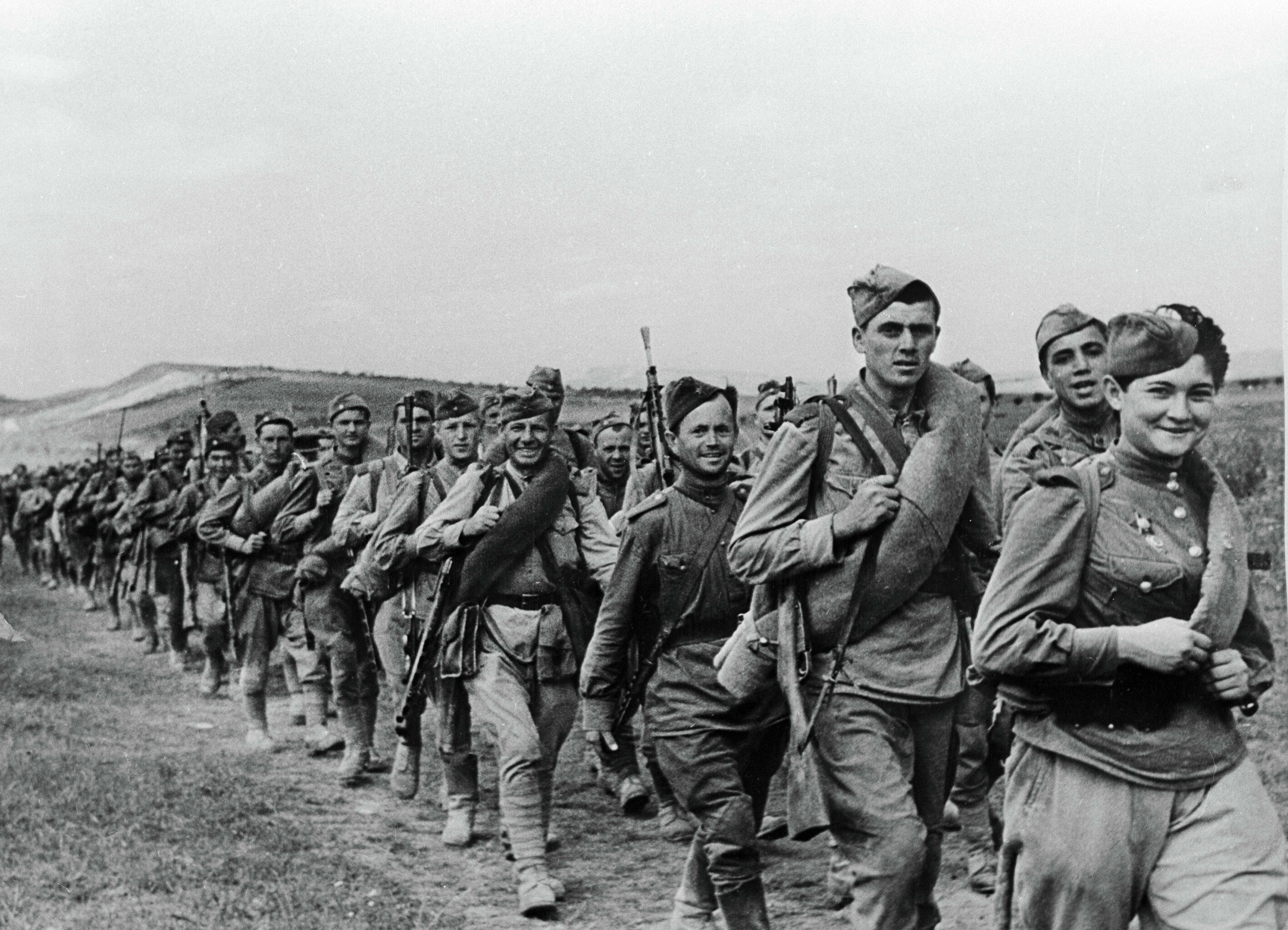
Opmars op 1 september 1943

Het front werd op 20 mei 1942 opgericht vanuit het ontbonden Krimfront en maarschalk Semjon Boedjonny was de commandant met als doel om Sebastopol, de oevers van de Don en de kusten van de Zwarte Zee en de Zee van Azov te verdedigen. Op 28 juli 1942 kwam versterking vanuit het ontbonden Zuidelijk Front.

### Slagorde
- 44e Leger (Sovjet-Unie) (Andrej Chrjasjtsjev en Ivan Petrov),
- 47e Leger (Sovjet-Unie) (Grigori Kotov),
- 51e Leger (Sovjet-Unie) (Nikolaj Kiritsjenko en Trofim Kolomjets).
- Het 1e Legerkorps Fuseliers bestaande uit 4 brigades vanaf 1 juni 1942.
- 9e Leger (Sovjet-Unie)
- 12e Leger (Sovjet-Unie)
- 18e Leger (Sovjet-Unie)
- 24e Leger (Sovjet-Unie)
- 37e Leger (Sovjet-Unie)
- 56e Leger (Sovjet-Unie)
- 4e Luchtleger
- 5e Luchtleger
- militair district Sevastopol
- Kustleger (Ivan Petrov),
- Zwarte Zeevloot,
- Azovflottielje.

### Veldslagen
Sebastopol ging op 4 juli 1942 verloren na het  Belegering van Sebastopol (1941-1942).
Van 25 juli tot 5 augustus 1942 vocht het front in de benedenloop van de Don, Stavropol en Krasnodar. 
Van augustus tot september 1942 verdedigde het front Armavir, Majkop, Novorossiejsk, maar de Duitsers braken door in de Kaukasus langs de Zwarte Zee.
Op 1 september 1942 werd het front gereorganiseerd als Zwarte Zee Legergroep en toegewezen aan het  Transkaukasisch Front toen de Duitsers Kraj Krasnodar bezetten.

## 24 januari 1943 – 20 november 1943

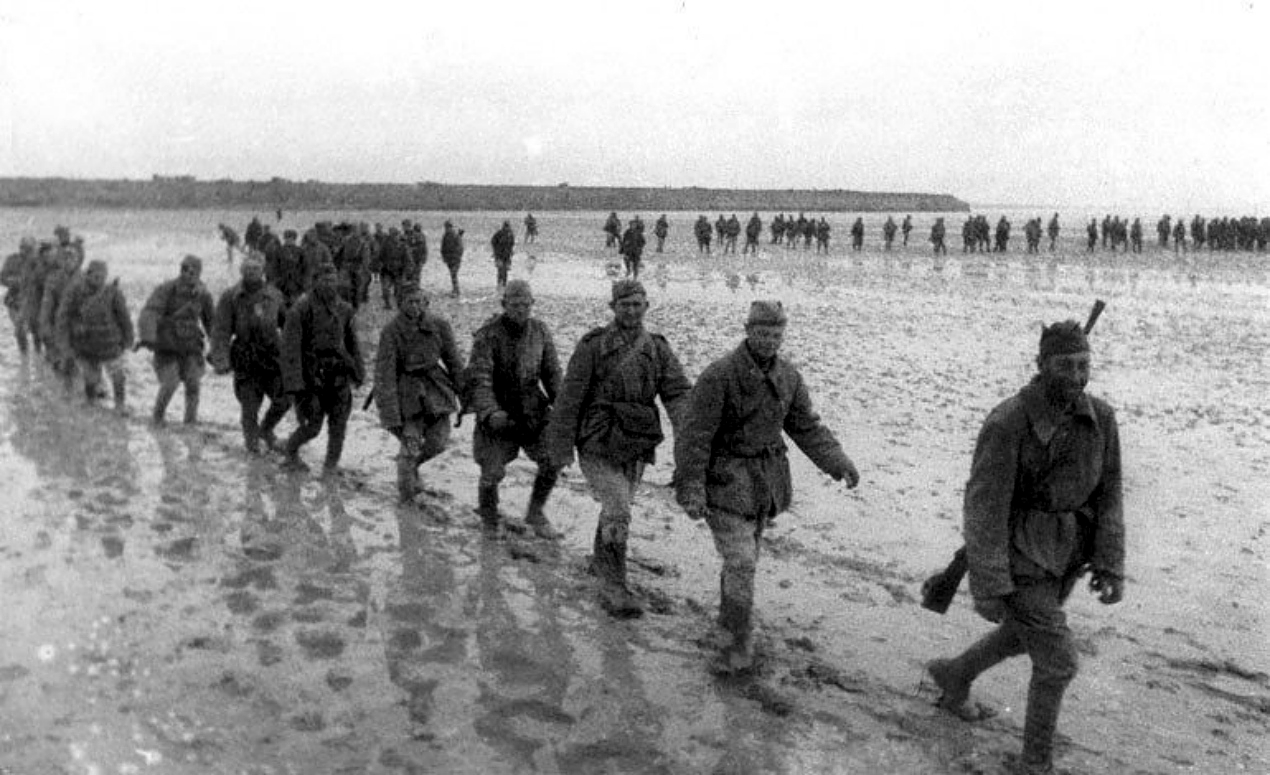
Oversteek van de Syvasj naar de Krim in december 1943

Het Front werd op 24 januari 1943 opnieuw opgericht vanuit de Noordelijke Legergroep in het Transkaukasisch Front en re-integreerde op 5 februari 1943 de Zwarte Zee Legergroep.
kolonel-generaal Ivan Maslennikov nam het bevel en gaf het in mei 1943 over aan Ivan Petrov.

### Slagorde
- 46e Leger (Sovjet-Unie) (Konstantin Leselidze),
- 18e Leger (Sovjet-Unie) (Aleksandr Ryzjov),
- 47e Leger (Sovjet-Unie) (Fjodor Kamkov),
- 56e Leger (Sovjet-Unie) (Andrej Gretsjko),
- 5e Luchtleger (Sergej Gorjoenov),
- 13e Korps Fuseliers
- 16e Korps Fuseliers.
- 37e Leger (Sovjet-Unie) (Pjotr Kozlov),
- 9e Leger (Sovjet-Unie) (Konstantin Korotejev),
- 58e Leger (Sovjet-Unie) (Kondrat Melnik),
- 44e Leger (Sovjet-Unie) (Vasili Chomenko),
- 4e Luchtleger (Nikolaj Naumenko),
- 10e Korps Fuseliers
- Zwarte Zeevloot
- Bakoe luchtverdedigingsleger.

### Veldslagen
Gevechten waren statisch van februari tot september 1943, waarna de Duitsers terugtrokken uit het  Koebanbruggenhoofd en de gevechten in de Kaukasus ophielden.
Het front ging op 20 november 1943 op in het Afzonderlijk Kustleger en vocht in de Operatie Kertsj-Eltigen, amfibische oorlogvoering aan de Zee van Azov.